# Male novine (Punta Arenas)
Male novine su glasilo čileanskih Hrvata. Izlaze u Punta Arenasu.
Pokrenuo ih je hrvatski iseljenik iz Orašca kod Dubrovnika Pedro Gašić. Izlazile su na hrvatskom jeziku, a danas izlaze na španjolskom jeziku.